# Tours

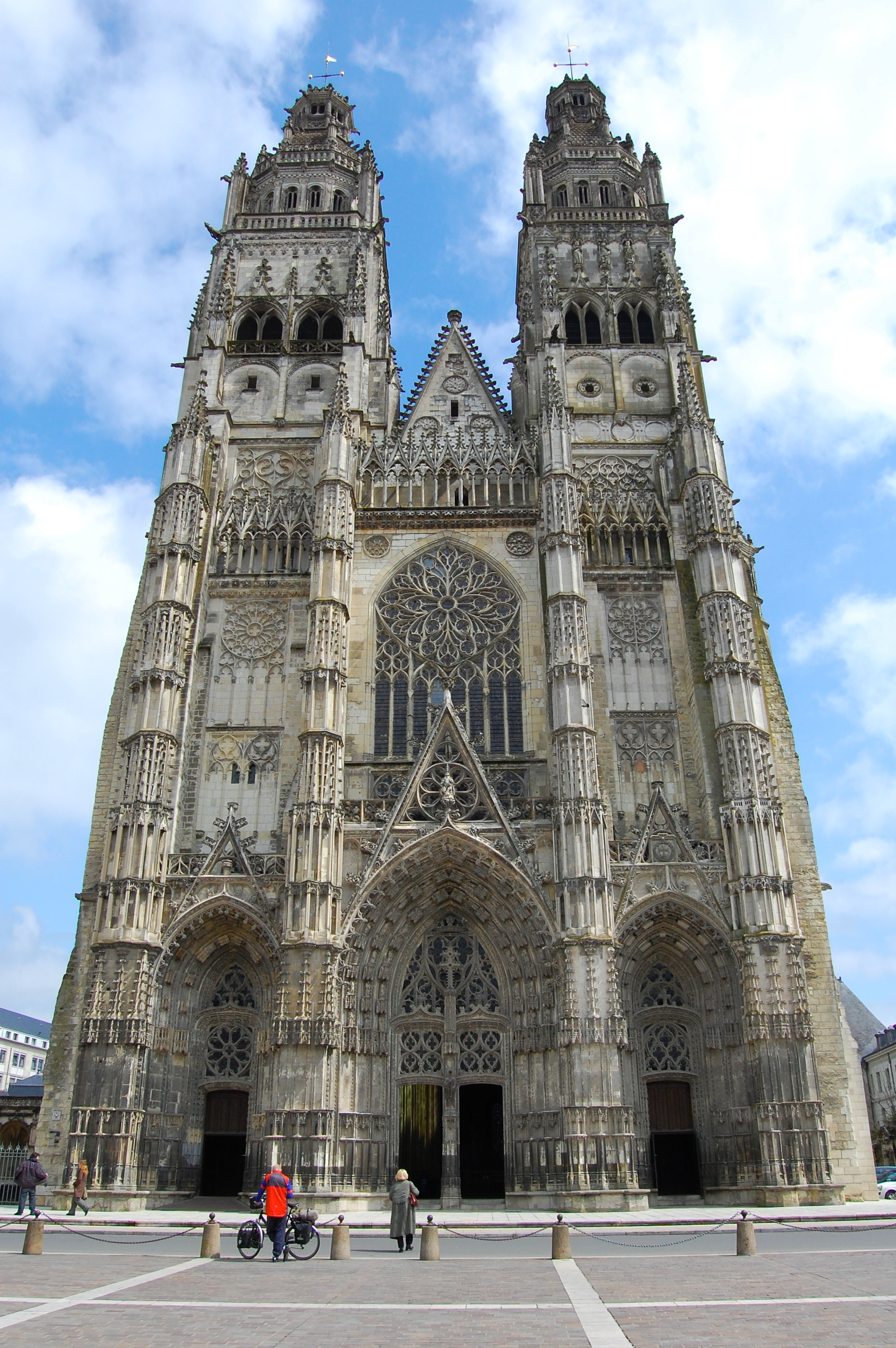
Katedrála, západní průčelí (1426–1547)

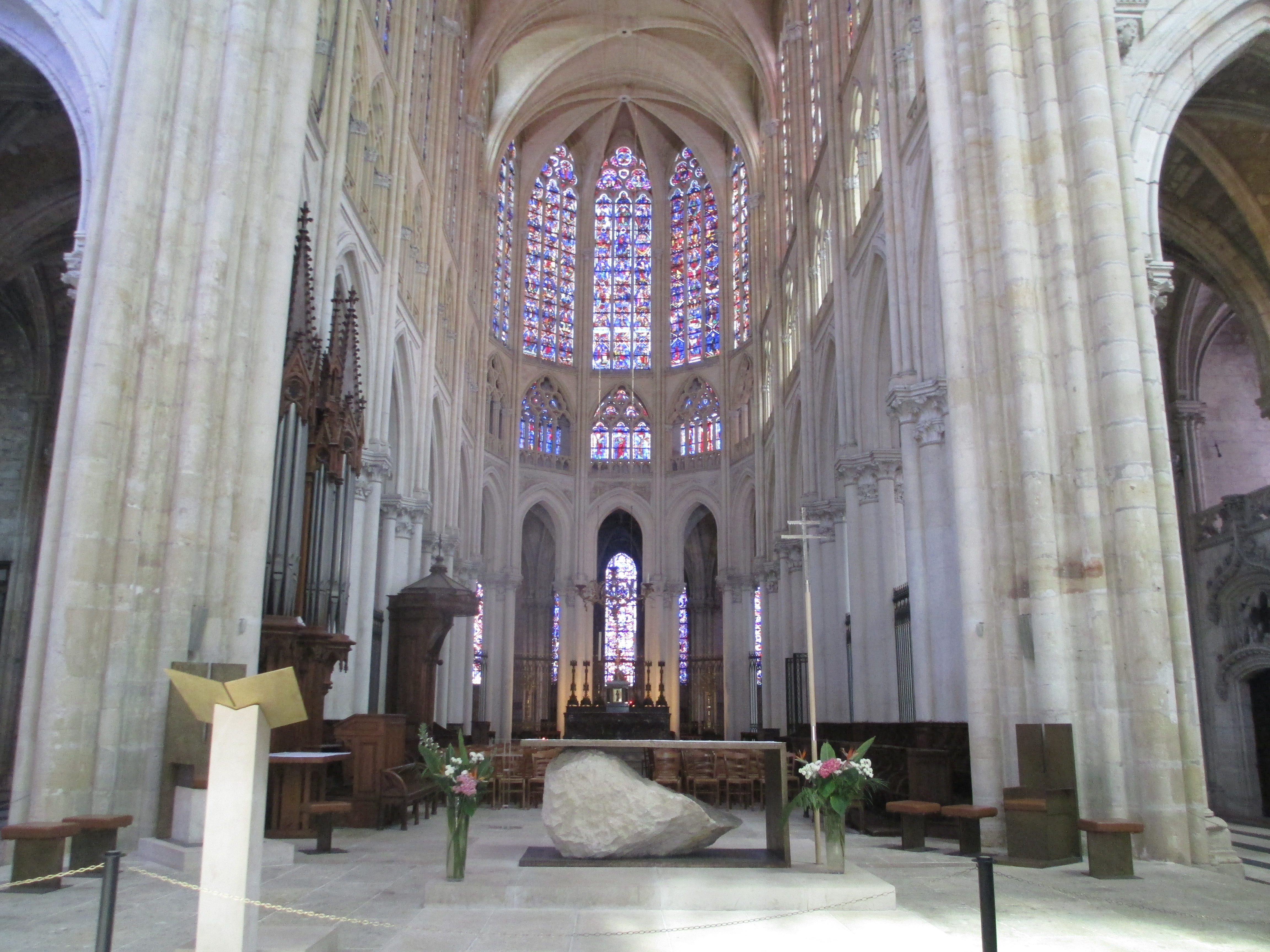
Interiér, chór (13. stol.)

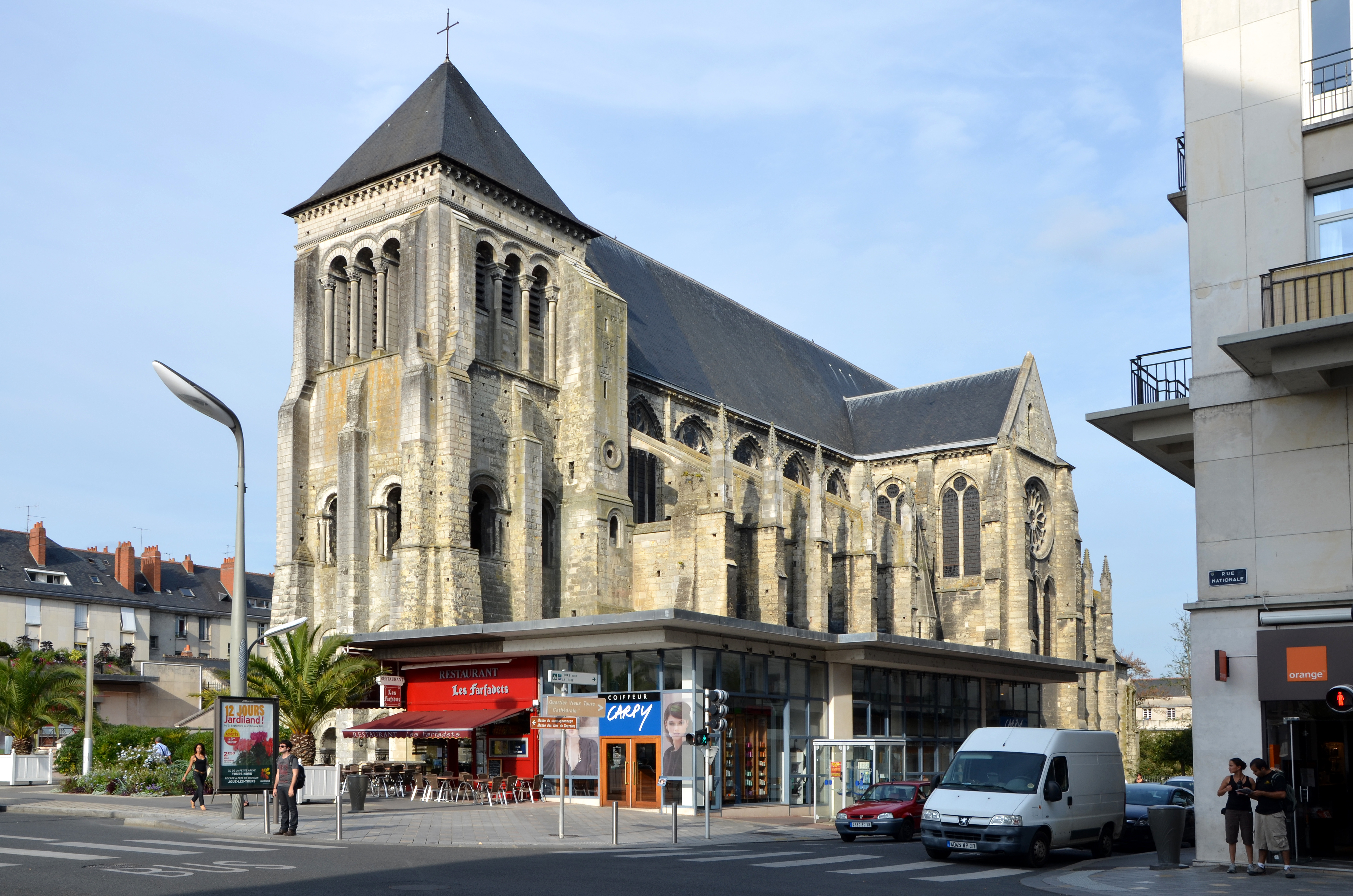
Kostel St. Julien

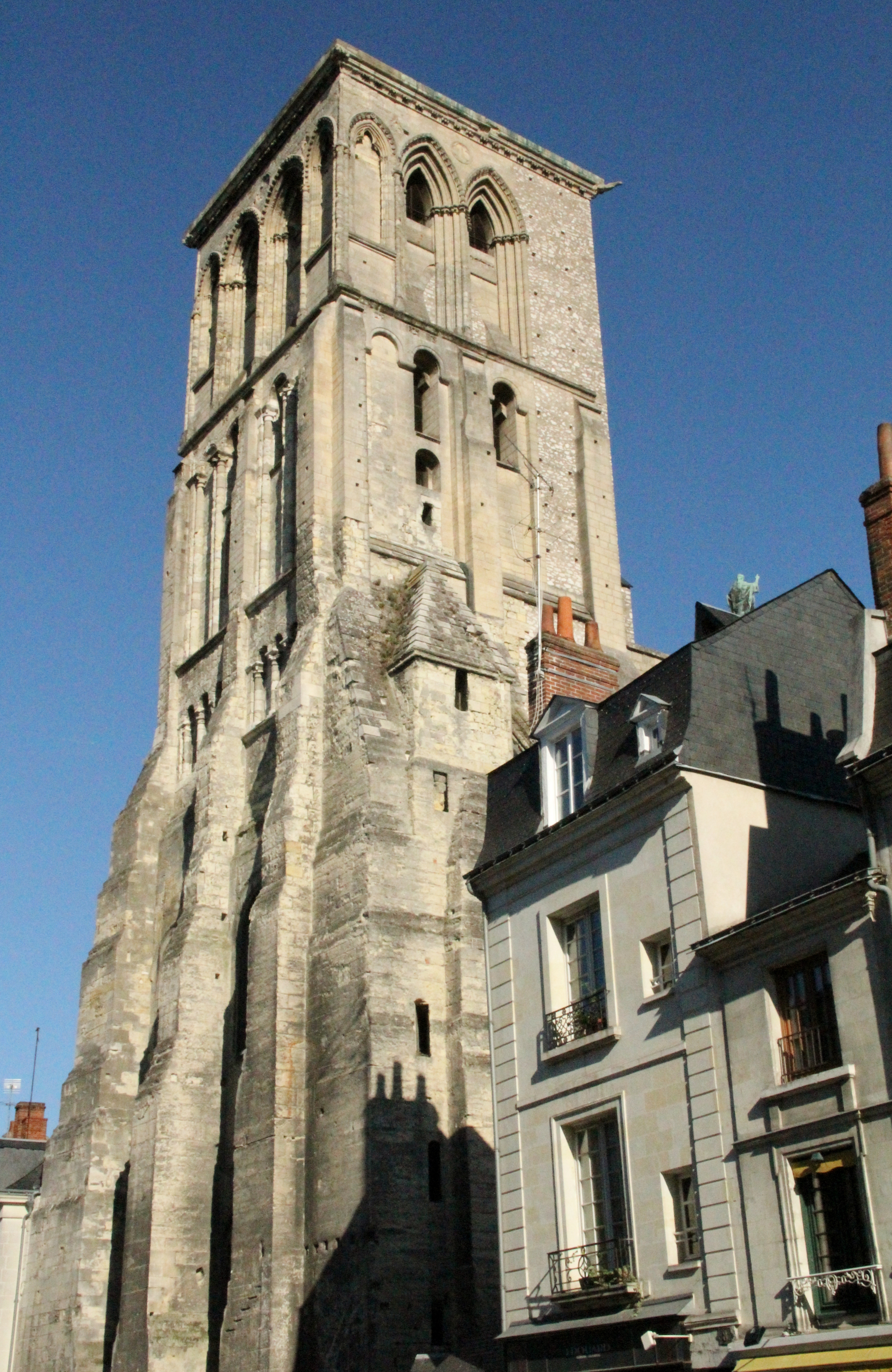
Věž Karla Velikého

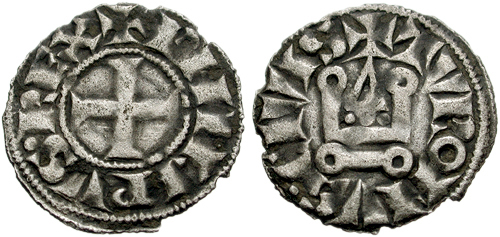
Tourský groš (1270)

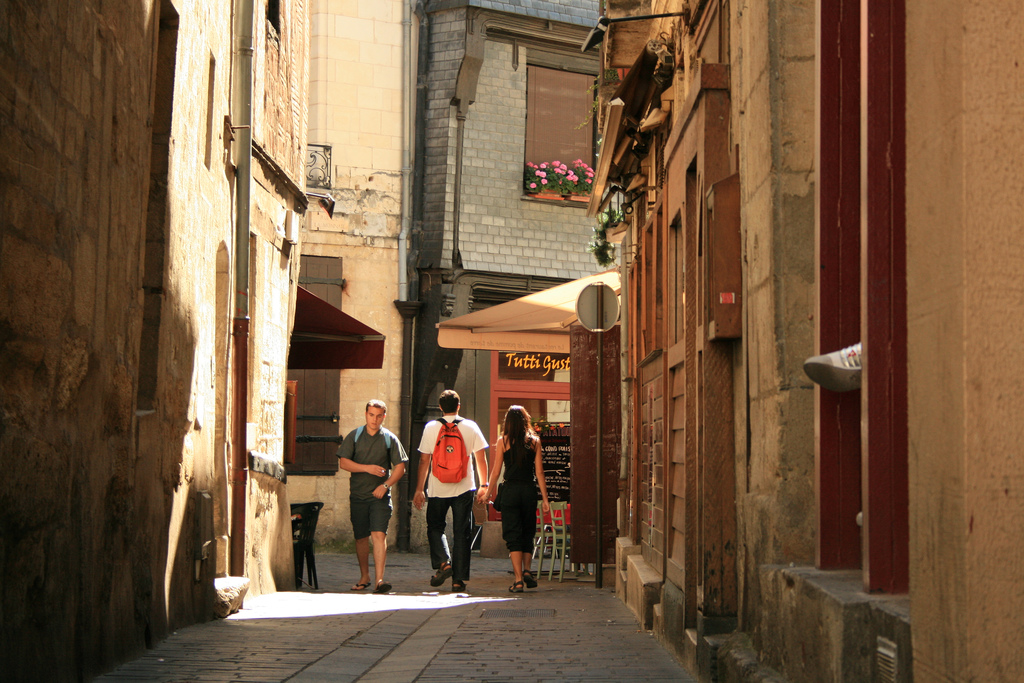
ulička ve starém městě

Tours [túr] je historické město v západní Francii, hlavní město departementu Indre-et-Loire. Leží asi 120 km jihozápadně od Orléansu a asi 230 km od Paříže, mezi řekami Loira a Cher, která se západně od města do Loiry vlévá. Město má přibližně 139 tisíc obyvatel, leží na dálnici A10 a na trati TGV Paříž – Orléans – Bordeaux. Je významným kulturním střediskem, sídlem arcibiskupství, univerzity a řady vysokých škol a jeho historické jádro je na seznamu Světového dědictví UNESCO. Roku 732 se zde odehrála bitva u Tours, v níž franské vojsko pod vedením Karla Martela zastavilo invazi Maurů do Evropy. Město je také známo cyklistickým závodem Paříž–Tours. 

## Geografie
Historické město leží na levém (jižním) břehu Loiry, na klínovitém pruhu půdy, který se k západu zužuje, mezi severnější Loirou a jižnějším Cherem. Okolí města tvoří široká říční niva obou řek v nadmořské výšce asi 50 m. Sousední obce: Saint-Cyr-sur-Loire, Fondettes, Mettray, La Membrolle-sur-Choisille, Notre-Dame-d'Oé, Chanceaux-sur-Choisille, Monnaie, Parçay-Meslay, Rochecorbon, Vouvray, La Riche, Saint-Genouph, Luynes, Saint-Étienne-de-Chigny, Berthenay, Saint-Pierre-des-Corps, La Ville-aux-Dames, Montlouis-sur-Loire, Chambray-lès-Tours, Joué-lès-Tours, Saint-Avertin, Larcay, Véretz, Ballan-Miré, Druye, Savonnières a Villandry.

## Doprava

### Silniční doprava
Přes Tours prochází dálnice A 10 Paříž – Orléans – Tours – Poitiers – Bordeaux, která protíná vnitřní město a jižně od něho se křižuje s dálnicí A 85 z Angers na západě do Vierzonu v údolí Rhôny. Dálnice A 28 odbočuje z A 10 severně od Tours a vede do Rouenu na severu, ne však přes Paříž.

### Železnice
Tours je významný železniční uzel místní dopravy, jíž slouží hlavové nádraží Tours v samém centru historického města. Dálkové spoje včetně TGV užívají nádraží Tours-St. Pierre des Corps asi 2,6 km dále na východ. Mezi oběma nádražími jezdí pravidelný shuttle. 
Vysokorychlostní železniční trať LGV Atlantique spojuje od roku 2017 Paříž s Orléansem, Tours, Poitiers a Bordeaux. Cesta do Paříže (240 km) trvá hodinu, do Bordeaux dvě hodiny. Rychlíkové trati TER vedou údolím Loiry do Orléans, Blois, Tours, Angers a Nantes. Spojení Paris (Austerlitz)–Blois–Tours a meziregionální spoje Nantes–Angers–Tours–Bourges–Lyon a Tours–Le Mans–Caen zajišťují vlaky Intercity

### Městská doprava
Městskou dopravu v Tours a okolí zajišťuje 46 autobusových linek a od roku 2013 i 15 km dlouhá tramvajová trať Fil Bleu v severo-jižním směru. Místní autobusy užívají autobusové nádraží před hlavním nádražím v centru, mezinárodní autobusy (Eurolines, Flixbus atd.) staví o 800 m dále k jihovýchodu (Rue E. Vaillant 180).

## Historie
Na pravém (severním) břehu Loiry sídlil keltský kmen Turonů, který dal městu jméno. Někdy počátkem našeho letopočtu založili Římané na levém břehu, blízko pozdější katedrály, město Caesarodunum na ploše přes 9 ha, s jedním z největších amfiteátrů o rozměrech 156x134 m, několika chrámy a mostem přes Loiru. Město byl důležitý silniční uzel i vojenská základna a koncem 3. století získalo kamennou hradbu. Od začátku 4. století se ve městě objevilo křesťanství s prvním biskupem Gatianem († 301) a svatým Martinem z Tours (asi 317–397). Po vítězství v bitvě u Vouillé roku 507 se zde usídlil francký král Chlodvík I. (Clovis).
Roku 732 porazil Karel Martel v bitvě u Tours či u Poitiers maurské vojsko, jehož velitel Abd-ar-Rahman v bitvě padl. Tím skončila muslimská expanze do Evropy. Za Karla Velikého se Tours stalo střediskem tzv. karolínské renesance s vysokou úrovní knižního malířství a první latinskou školou na kontinentě, kterou vedl Karlův rádce a opat zdejšího kláštera Alcuin z Yorku. Katedrála sv. Martina se stala významným poutním místem, které ovšem v letech 853 a 903 zpustošili Normani, Na to bylo předměstí Châteauneuf obehnáno mohutnou kamennou hradbou.
Koncem 11. století připadlo hrabství Touraine Plantagenetům a s nimi se pak stalo částí anglického království; teprve roku 1259 je získal král Ludvík IX. Francouzský definitivně zpět. Od roku 1206 se zde razily stříbrné tourské groše (déniers), od roku 1266 do roku 1790 standardní francouzská měna, která sloužila za vzor i pražskému groši Václava II. Roku 1354 bylo Tours spojeno se sousedním Châteauneuf a dostalo společnou hradbu. Stalo se vedlejší residencí francouzských králů, kteří přikoupili několik zámečků v okolí. V 15. století se zde několikrát sešly generální stavy a město mělo až 75 tisíc obyvatel.
Roku 1562 se města zmocnili hugenoti, kteří je silně poškodili a vyplundrovali, což se pak 1588 opakovalo. Po vraždě Jindřicha III. se stal králem Jindřich IV. Navarrský, který roku 1598 Nantským ediktem konečně zjednal mír. Zrušení ediktu Ludvíkem XIV. roku 1685 značně poškodilo zdejší hedvábnický průmysl.
Roku 1845 bylo Tours připojeno na železnici, za francouzsko-pruské války roku 1870 bylo sídlem francouzské vlády a roku 1920 zde byla založena francouzské komunistická strana. Roku 1940 po německém ostřelování značná část města vyhořela a roku 1944 město opět utrpělo spojeneckými nálety na strategické mosty. Starosta Jean Royer, který stál v čele města 36 let, prosadil citlivou rekonstrukci historického města a roku 1970 byla založena Univerzita Francois Rabelaise.

## Památky
Jádro historického města v okolí katedrály je poměrně dobře zachované a má kromě velkých památek množství historických domů, zejména ze 16. století, jako například na náměstí Vieux Tours / Place Plumereau. 
- Katedrála St. Gatien je mohutná pětilodní středověká katedrála se dvěma věžemi v průčelí, vybudovaná ve 12.–14. století, výzdoba západního průčelí je z počátku 16. století. Mezi nejcennější předměty patří vitráže v chóru ze 13. století.
- Nová Basilika sv. Martina, dokončená roku 1925, v jejíž kryptě je hrob sv. Martina z Tours
- Opatský kostel St. Julien
- Bývalé Kolegium sv. Martina a věž Karla Velikého
- Zbytky římského amfiteátru
- Zříceniny opatství Marmoutier
- Arcibiskupský palác, dnes Muzeum umění
- Botanická zahrada (s japonskou zahradou, minizoo, skleníkem) – volně přístupné

## Sport
- Tours FC – fotbalový klub[2]

## Demografie
Počet obyvatel

## Osobnosti města
- Martin z Tours (316/317–397), voják, biskup a světec
- Řehoř z Tours (539–594), biskup a historik, autor kroniky Historia Francorum
- Alcuin z Yorku (735–804), opat a učenec
- Jean Fouquet (1420–1478/1481), malíř
- François Rabelais (1494–1553), mnich, lékař a spisovatel
- François Clouet (1510–1572), malíř
- Pierre de Ronsard (1524–1585), básník
- René Descartes (1596–1650), filosof a matematik
- Louis Dutens (1730–1812), spisovatel
- Honoré de Balzac (1799–1850), spisovatel
- Anatole France (1844–1924), spisovatel
- René Boylesve (1867–1923), básník a spisovatel
- Léopold Sédar Senghor (1906–2001), básník a první president Senegalu
- Yves Bonnefoy (1923–2016), básník a esejista
- Francis Poulenc (1899–1963), klavírista a skladatel

## Partnerská města
- Braşov, Rumunsko, 1990
- Luo-jang, Čína, 1982
- Minneapolis, Spojené státy americké, 1991
- Mülheim an der Ruhr, Německo, 1962
- Parma, Itálie, 1976
- Segovia, Španělsko, 1972
- Springfield (Missouri), Spojené státy americké, 1984
- Takamacu, Japonsko, 1988
- Trois-Rivières, Kanada, 1987